# Regionalistika
Regionalistika je multioborová sociálněvědní disciplína zabývající se studiem prostorových jevů, procesů a vztahů. Jde o zastřešující pojem pro regionální vědy. Ustavila se v 50. letech 20. století (Walter Isard). V této době se rozlišovaly dva druhy regionů: přirozený a umělý. Isard v roce 1956 založil Regional science association – inspirovalo to další evropská hnutí.
Regionalistika je rámcová disciplína a má mezioborový charakter. Jejím posláním je řešit regionální disparity, hledat potenciál růstu. Regionalistika jako vědní obor je zdrojem pro další aplikované aktivity: tzv. regionalizaci, což je označení činnosti k vymezení regionů, označuje veškeré ekonomické, společenské a politické formy v rámci nějakého ohraničeného území a regionalismus, ten je výsledkem regionalizace, označuje nějaký stav (ne činnost) či stupeň spolupráce, ten je subjektivně vnímaný.

## Regionalismus
- Tradiční definice regionalismu: druh společenské praxe

regionální identifikace zdůrazňování zvláštností území, sociálních a kulturních charakteristik
- Dvě vlny regionalismu

1. vlna – tradiční pojetí a přístup, v Česku už od 18. stol. společně s kulturní a společenskou emancipací. Snaha o uchování kulturních a etnických tradic určitého území. 1.vlna v době národního obrození za Josefa II., 1918 vznik ČSR, snaha zamezit inflaci měny.
2. vlna – též neoregionalismus, převládá ekonomická a politická dimenze, proti integračním procesům. Je vyjádřen v politickém a funkčním regionalismu. 1993, neoregionalismus – území státu překračuje, funguje nadnárodně, založený na ekonomických a politických dohodách, protiintegrační (snaží se zamezit vlivům ze vnějšku).
Př. EU region vzniklý z neoregionalismu = neoregion.
Funkční – WTO – preferuje vznik obchodních domů (320 regionů = 320 obch. domů, NAFTA, ASEN)
- Přístupy:

Rozlišujeme dva základní přístupy: Zdola (endogenní), iniciativa obyvatel, zvyky, výrobky, svátky, (neoregionalismus) Př. Region tour – veletrh CR, propagují a představují zvyky, tradice atd., Shora (exogenní), RP, podpora regionálního rozvoje (SF EU) – státní regionální politika

## Koncepce regionu (rajónu)
„komplexy vznikající regionální diferenciací krajinné sféry“
- tzv. přírodní geografický region (Herbertson, 1905)
- Fyzickogeografický přístup zpočátku převládá (první třetina 20. stol.) - tento přístup přestává stačit, velká hospodářská krize (1929 – 1933)
- Rozvoj ostatních disciplín a oboru (ekonomie, územní plánování) působí na tzv. speciální pojetí regionu (speciální koncepce regionu)

- Specializované koncepce však mají i své nevýhody (chápou regiony omezeně = nevýhoda jenz nějakého hlediska)

## Region
- Dle Oxford Concise Dict. slouží pojem region k vymezení území na základě jednoho nebo více kritérií. Region je vždycky hmotný a především administrativní jednotka – ne geografická. Užití k administrativním účelům na subnárodní úrovni.

- Identita regionů – dána dvěma základními druhy charakteristik: fyzické charakteristiky a kulturní, společenské charakteristiky

Faktory vymezující region:  charakter faktoru 1) exogenní – druh faktory přírodní (výměry lesních ploch, zemědělské půdy, vodních ploch, zastavěné plochy), demografický (věková struktura obyvatel – index stáří) 2) endogenní – ekonomický (příjmy obyvatel, HDP, vývoz regionu, nezaměstnanost) a správní (počet obcí v rámci správního obvodu, bytová výstavba dle správního obvodu)

## Hranice regionu

### Hranice fyzicko-geografická
- liniová (řeka) – hranice mezi Čechami a Moravou – řeka Sázava
- zonální (pohoří) – hranice ČR (Jeseníky,…)

Hranice „společenská – vzniklá na základě lidské činnosti:
- politická hranice – může být vymezena libovolně z politického hlediska (USA,…)
- správní hranice – libovolně dle správních obvodů
- hranice urbanizované oblasti (města) – urbanizace – posilování měst

- Průběh hranic: liniový (lineární) vs. zonální

### Evoluce regionálních hranic
1. Přirozené hranice (nejdříve byly přirozené hranice („za řekou nemám co dělat“). Řeky, hory, moře – přirozené hranice v minulosti sloužily jako uznávané územní rozdělení dvou i více soupeřících kmenů nebo národů.
2. Historické hranice – Přetrvávající z dob předchozích mocenských a společenských uspořádání světa. Dnes se ještě používá Švýcarsko, Portugalsko nezměnilo své hranice od 13. století, používá se i uvnitř regionů, ve Španělsku je dělení také dle historických hranic.
3. Administrativní hranice – správní funkce vlády vyžadují fungování správy i na nižších územních jednotkách než je národní stát (devoluce vs. decentralizace). Př. NUTS – vytvořil je Eurostat, nebo př. okresy, kraje, katastrální území obcí (bývají ještě někdy vymezeny přírodními hranicemi)

## Struktura regionu

### Homogenní regiony
- Mají stejnorodé vlastnosti. (bramborářská oblast)
- 1) identita, 2) hranice, 3) struktura, 4) řády
- Vymezení je založeno na hledání shodného prvku, nikoliv na zkoumání vazeb uvnitř regionu. Běžné ve fyzické geografii, možné vymezení i z hlediska socioekonomického (-regiony s příměstským hospodářstvím →určité centrum města, u kterého je nějaké pole a následná výroba (ze zdrojů pole) je určena tomu městu.)

### Nehomogenní regiony
- též heterogenní, nodální, spádové, uzlové či funkční regiony
- spádové regiony – jaké obce jezdí z okolí do centra
- charakteristické funkční jednotností
- sestávají z nodálního centra (uzlu) a zázemí (periferie), se vzájemnými vazbami
- Nodální centrum – lidé z Modřic dojíždí za prací do Brna
- Hlavní prvek NR: přesuny obyvatelstva, zboží, surovin, dopravní sítě a jejich soustředění. Příklady: Modřice – Brno, každý mikroregion je nodální!

### Řád a hierarchie regionu
- Prakticky se používá klasifikace těchto řádů regionů:

a) Makroregion – obvykle vymezen celým územím státu
b) Mezoregion – obvykle kraje (u nás)
c) Mikroregion – na základě obecní iniciativy (mohou to být 2, 3 obce či jiný počet), dobrovolný svazek obcí.
- Pro účely vyjádření hierarchické podřízenosti je používán termín subregion. (Mezoregion je subregionem makroregionu)

- Řády lze dále dělit na jednotlivé stupně (mikroregion I. a II. stupně, apod.).

### Regionalizace
- rozděluje oblasti na mikro, makro či mezoregiony
- „činnost směřující k vymezování regionů“
- Regionalizace je dvojího druhu:

a) Fyzickogeografická
b) Socioekonomická
- Metodologický aparát je tvořen čtyřmi základními metodami vymezování regionů

#### Metody regionalizace
1. Metoda generalizace textu – směřuje k vymezení homogenních regionů, lit. Rešerše, tam kde se to láme je hranice
2. Kartografická metoda – také vymezuje homogenní regiony,
3. Metoda analýzy vzdáleností v n-rozměrném prostoru – vymezení co nejmenších regionů stejnými znaky – statistika
4. Metoda vymezování nodálních regionů – hledám centrum a charakterizuji vztahy mezi centrem a okolními oblastmi, dojíždění do nodálních regionů za prací, do nemocnic, i oblasti VS, kde gravitační síla obou území slábne, tam je hranice!

## Regionální struktura Česka (aplikace pojmů)

### Makroregiony
1. Přirozené geografické členění – polabský (Čechy), podunajský (Morava), pooderský (České Slezsko)
2. Členění dle socioekonomických a historických vlivů: Česká republika = makroregion vyššího stupně, Čechy a Morava s českým Slezskem = dva makroregiony nižšího stupně
3. Nodalita: Čechy jsou mononodální (Praha), Moravsko-slezský makroregion je polynodální. Uzly – Praha, Brno, Ostrava

### Mezoregiony
Nejsou tak silně integrovány jak mikroregiony. Jsou to rozsáhlé územní oblasti, charakteristické např. migrací obyvatelstva, dojížďka do hierarchicky vyšších center služeb (přes týden jsem v Brně, protože by se mi dojíždění nevyplatilo). Mezoregionální centra jsou významným prvkem socioekonomických aktivit.
- Příklady: 12 mezoregionů v Česku, mezoregion. centra = krajská města

### Mikroregiony
Vždy účelové, akční svazky, účelem je prosazení společných zájmů obcí.
Typické problémy mikroregionů – společná propagace, pozemní komunikace, turistické stezky.
Nejvíce integrovány v rámci celé regionální struktury Česka.
V Česku mikroregiony 1. a 2. stupně.
Zásadní vztahy mezi bydlištěm, pracovištěm a koncentrací služeb. Tyto vztahy předurčují vytváření mikroregionů.
- Z pohledu nodality: Mikroregion má vždy nodální formu. Např.: obec III. typu. Do mikroregionů je integrováno až 95 % území Česka. Př. MAS Pošumaví (mikroregion, ze kterého se stala MAS) – zemědělské zájmy, kooperuje bavorskou stranu, úspěšný v získávání dotací.

### Kraje
1. Hlavní město Praha
2. Středočeský kraj
3. Jihočeský kraj
4. Plzeňský kraj
5. Karlovarský kraj
6. Ústecký kraj
7. Liberecký kraj
8. Královéhradecký kraj
9. Pardubický kraj
10. Kraj Vysočina
11. Jihomoravský kraj
12. Olomoucký kraj
13. Moravskoslezský kraj
14. Zlínský kraj

### Regiony NUTS II v Česku
1. Praha
2. Střední Čechy (Středočeský kraj)
3. Jihozápad (Jihočeský + Plzeňský kraj)
4. Severozápad (Ústecký + Karlovarský kraj)
5. Severovýchod (Liberecký + Královéhradecký + Pardubický kraj)
6. Jihovýchod (JM kraj + Vysočina)
7. Střední Morava (Olomoucký + Zlínský kraj)
8. Moravskoslezsko (Moravskoslezský kraj)

## Teorie regionálního rozvoje
- K čemu jsou dobré? K porovnávání vlastní regionální politiky
- Základní dělení dle pohledu na „rovnováhu“ ve vývoji regionů: 'Teorie regionální rovnováhy' (konvergenční teorie) a 'Teorie regionální nerovnováhy' (divergenční teorie)
- Skupina konvergenčních teorií – regiony konvergují – blíží se ke společné úrovni, konvergence ke společnému tempu růstu. Premisa: přirozenou tendencí RR je vyrovnávání rozdílů mezi regiony
- Skupina divergenčních teorií – kritizují konvergenční, dle nich není možné vytvořit takové regiony, rozdíly se budou zvyšovat. Premisa: přirozenou tendencí RR je spíše zvětšování rozdílů mezi regiony